# 新城之战 (前654年)
新城之战，公元前654年（周惠王二十三年、齐桓公三十二年、郑文公十九年），齐桓公率领齐国、鲁国、陈国、卫国、曹国五国联军围攻郑国新城（今河南省新密市东南）的战役。
前655年，周惠王想要废黜太子郑，立王子带为太子。太子郑求救于齐桓公。当年秋天，齐桓公在卫国的首止会盟宋国、鲁国、陈国、卫国、曹国、郑国、许国，确认太子郑的地位。周惠王大怒，派周公宰孔召郑文公到王城，让他不要参与会盟。郑文公没有盟誓，就回到郑国。次年夏天，齐桓公率领五国联军围攻郑国西北的新城。秋天楚成王率领楚国军队攻打亲近齐国的许国，来为郑国解围。五国联军于是不再围攻新城，去救许国，楚国得知联军即将到达，撤退到武城（今河南省南阳市北），联军也罢兵回师。